# Diócesis de San Sebastián
La diócesis de San Sebastián (en latín: Dioecesis Sancti Sebastiani y en euskera: Donostiako elizbarrutia) es una circunscripción eclesiástica de la Iglesia católica en España. Se trata de una diócesis latina, sufragánea de la archidiócesis de Pamplona y Tudela. Desde el 31 de octubre de 2022 su obispo es Fernando Prado Ayuso, de los Misioneros Hijos del Inmaculado Corazón de María.

## Territorio y organización

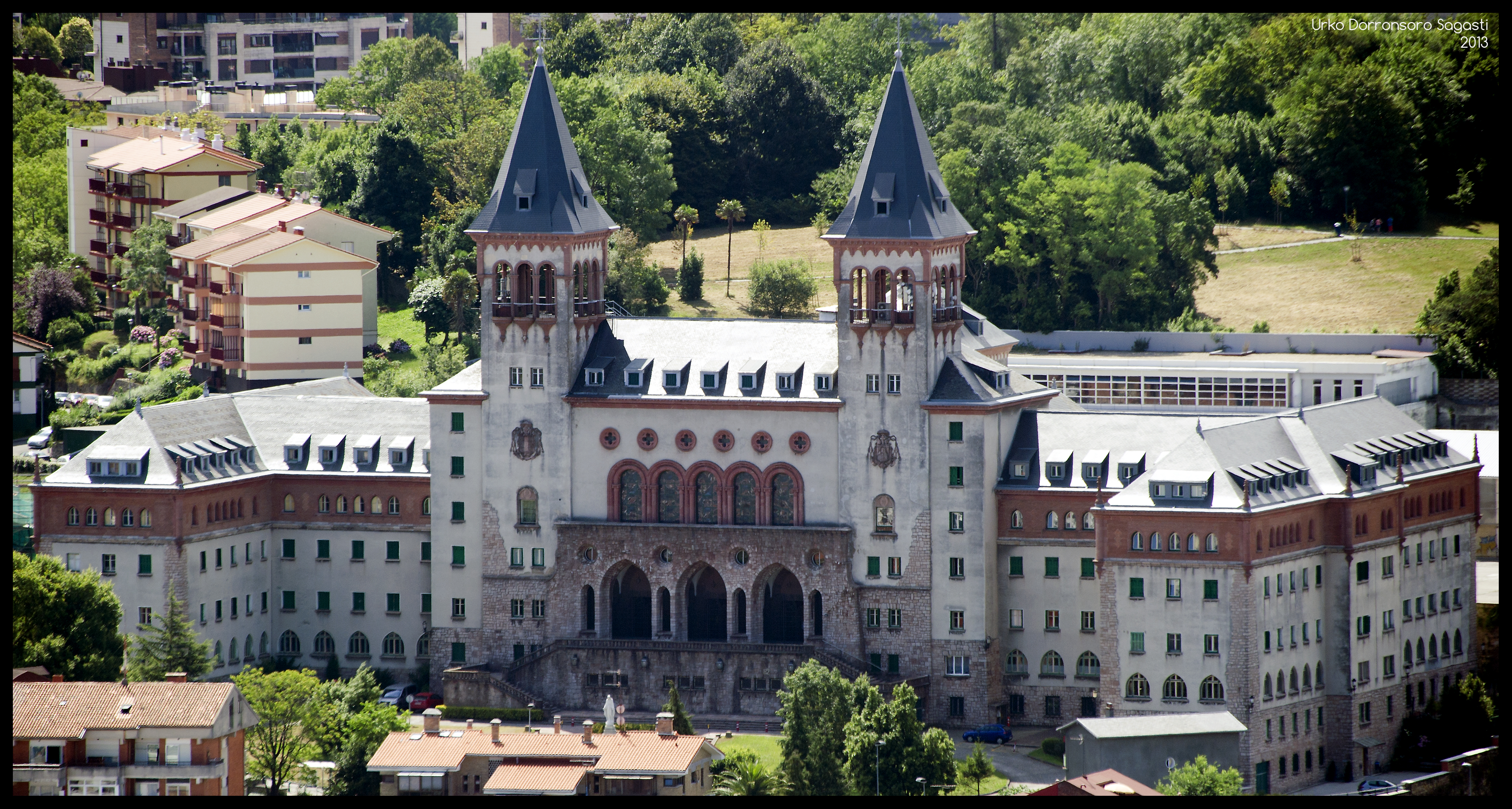
Seminario diocesano, en San Sebastián

La diócesis tiene 1977 km² y extiende su jurisdicción sobre los fieles católicos de rito latino residentes en la provincia de Guipúzcoa en la comunidad autónoma del País Vasco.
La sede de la diócesis se encuentra en la ciudad de San Sebastián, en donde se halla la Catedral del Buen Pastor y la basílica de Santa María del Coro. En Azpeitia se encuentra el santuario y basílica de San Ignacio de Loyola, construido alrededor de la casa natal de Ignacio de Loyola. En Oñate se halla el santuario de Nuestra Señora de Aránzazu.

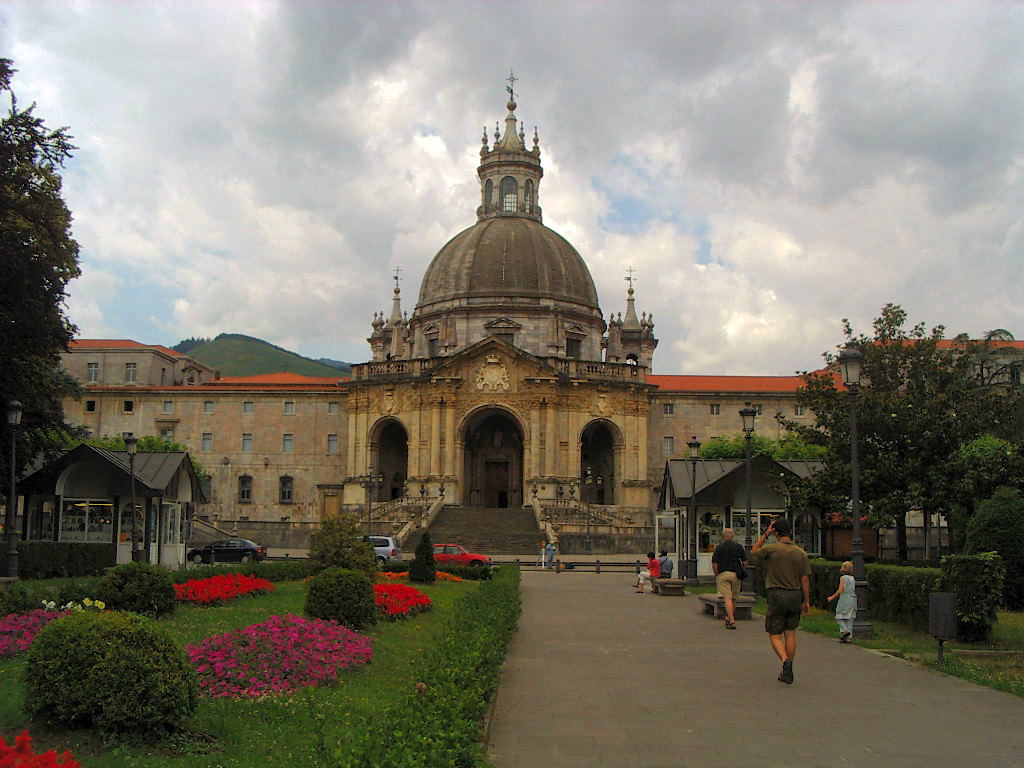
Santuario y basílica de San Ignacio de Loyola

En 2020 en la diócesis existían 209 parroquias agrupadas en 15 arciprestazgos: Mondragón, Azpeitia, Vergara, San Sebastián‑Antiguo, San Sebastián‑San Ignacio, San Sebastián‑Santa María, Éibar, Rentería, Hernani, Herrera‑Alza, Irún, Ordicia, Tolosa, Zarauz y Zumárraga.

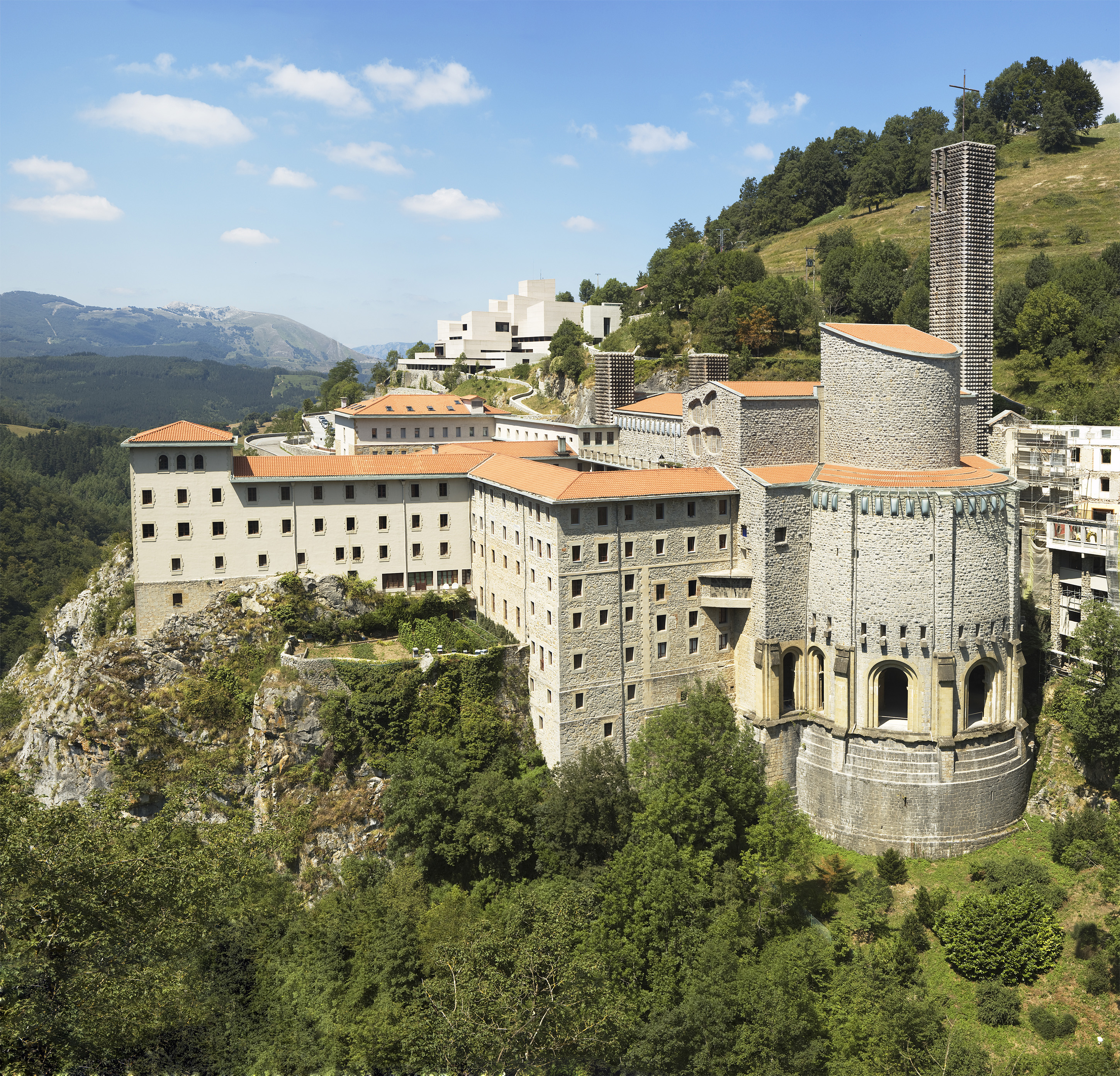
Santuario de Nuestra Señora de Aránzazu

## Historia
La diócesis fue erigida el 2 de noviembre de 1949 con la bula Quo commodius del papa Pío XII, derivando el territorio de la diócesis de Vitoria.
Originalmente sufragánea de la archidiócesis de Burgos, pasó a formar parte de la provincia eclesiástica de Pamplona el 11 de agosto de 1956.
El 9 de enero de 2010 tomó posesión de esta diócesis José Ignacio Munilla Aguirre, anterior obispo de Palencia, cuyo nombramiento creó polémica y división entre el clero guipuzcoano más cercano al nacionalismo vasco. A finales de 2021 fue nombrado obispo de Orihuela-Alicante.

## Estadísticas
Según el Anuario Pontificio 2021 la diócesis tenía a fines de 2020 un total de 635 500 fieles bautizados.
| Año                                                                             | Población            | Población | Población      | Sacerdotes | Sacerdotes    | Sacerdotes    | Bautizados por sacerdote | Diáconos permanentes | Religiosos | Religiosos | Parroquias |
| Año                                                                             | Bautizados católicos | Total     | % de católicos | Total      | Clero secular | Clero regular | Bautizados por sacerdote | Diáconos permanentes | Varones    | Mujeres    | Parroquias |
| ------------------------------------------------------------------------------- | -------------------- | --------- | -------------- | ---------- | ------------- | ------------- | ------------------------ | -------------------- | ---------- | ---------- | ---------- |
| 1950                                                                            | 373 500              | 374 029   | 99.9           | 850        | 553           | 297           | 439                      |                      | 886        | 2955       | 158        |
| 1960                                                                            | ?                    | 600 187   | ?              | ?          | 1177          | 676           | 501                      |                      | 1221       | 3482       | 193        |
| 1980                                                                            | 708 638              | 714 693   | 99.2           | 1083       | 604           | 479           | 654                      |                      | 910        | 2747       | 211        |
| 1990                                                                            | 685 000              | 697 435   | 98.2           | 814        | 480           | 334           | 841                      |                      | 684        | 2194       | 214        |
| 1999                                                                            | 667 000              | 676 208   | 98.6           | 660        | 357           | 303           | 1010                     |                      | 577        | 1474       | 215        |
| 2000                                                                            | 672 000              | 681 258   | 98.6           | 648        | 358           | 290           | 1037                     |                      | 510        | 1406       | 216        |
| 2001                                                                            | 668 000              | 677 275   | 98.6           | 655        | 340           | 315           | 1019                     |                      | 410        | 1198       | 216        |
| 2002                                                                            | 612 062              | 680 069   | 90.0           | 638        | 324           | 314           | 959                      |                      | 533        | 1776       | 216        |
| 2003                                                                            | 616 929              | 683 415   | 90.3           | 556        | 316           | 240           | 1109                     |                      | 550        | 1704       | 216        |
| 2004                                                                            | 621 988              | 684 416   | 90.9           | 651        | 318           | 333           | 955                      |                      | 576        | 1703       | 216        |
| 2010                                                                            | 649 899              | 705 698   | 92.1           | 486        | 263           | 223           | 1337                     |                      | 406        | 1506       | 215        |
| 2014                                                                            | 641 193              | 708 207   | 90.5           | 445        | 238           | 207           | 1440                     | 1                    | 366        | 1247       | 215        |
| 2017                                                                            | 631 021              | 717 832   | 87.9           | 441        | 223           | 218           | 1430                     | 3                    | 350        | 1122       | 214        |
| 2020                                                                            | 635 500              | 723 576   | 87.8           | 385        | 196           | 189           | 1650                     | 3                    | 301        | 1024       | 209        |
| Fuente: Catholic-Hierarchy, que a su vez toma los datos del Anuario Pontificio. |                      |           |                |            |               |               |                          |                      |            |            |            |

Según cifras oficiales, 12 seminaristas cursaron sus estudios durante el curso 2017-2018 en el Seminario mayor diocesano.

### Vida consagrada
Entre los institutos de vida consagrada que trabajan en la diócesis de San Sebastián, se encuentran los siguientes institutos religiosos femeninos: las Concepcionistas, las Hermanas Pasionistas de San Pablo de la Cruz, las Hermanas de la Asunción de Nuestra Señora, el Apostolado del Sagrado Corazón y las Hermanas de la Caridad de Santa Ana; y los siguientes institutos religiosos masculinos: Jesuitas, capuchinos, carmelitas descalzos, franciscanos observantes y hospitalarios de San Juan de Dios. Además están presentes los siguientes institutos seculares: Instituto Misioneras Seculares, Alianza en Jesús por María y las Obreras de la Cruz.
En la diócesis también hay un gran número de movimientos eclesiales dedicados a la formación de los laicos, entre los que destacan el Movimiento Neocatecumenal, la Pía Unión de Santo Domingo, la Comunidad de Vida Cristiana, la Renovación Carismática Católica, el Movimiento Cursillos de Cristiandad, los Focolares, las Juventudes Mariano vicencianas y las Fraternidades Marianistas. Además de estos movimientos, se encuentra la prelatura personal del Opus Dei.

## Episcopologio
- Jaime Font y Andreu † (13 de mayo de 1950-13 de febrero de 1963 falleció)
- Lorenzo Bereciartua Balerdi † (6 de agosto de 1963-23 de octubre de 1968 falleció)
- Jacinto Argaya Goicoechea † (18 de noviembre de 1968-16 de febrero de 1979 retirado)
- José María Setién Alberro † (16 de febrero de 1979-13 de enero de 2000 renunció)
- Juan María Uriarte Goiricelaya (13 de enero de 2000-21 de noviembre de 2009 retirado)
- José Ignacio Munilla Aguirre (21 de noviembre de 2009-7 de diciembre de 2021 nombrado obispo de Orihuela-Alicante)[nota 1]
- Fernando Prado Ayuso, C.M.F., desde el 31 de octubre de 2022